# Luisa Wietzorek
Luisa Wietzorek (Berlino Ovest, 7 novembre 1986) è un'attrice, doppiatrice e conduttrice radiofonica tedesca.

## Filmografia
- Tod den Hippies!! Es lebe der Punk - regia di Oskar Roehler (2015)

### Televisione
- Dahoam is Dahoam - serie TV (2007-2008)
- Chiamata d' emergenza (112 - Sie retten dein Leben) - serie TV (2007-2008)
- Schaumküsse - film TV - regia di Udo Witte (2009)
- Frauchen und die Deiwelsmilch - film TV - regia di Thomas Bohn (2014)
- Nele in Berlin - regia di Katinka Feistl (2015)
- Lena Lorenz - serie TV (2023)

## Doppiaggio
- Isabel Lucas in Transformers - La vendetta del caduto
- Chloë Grace Moretz in Blood Story , Kick-Ass, Kick-Ass 2
- Taissa Farmiga in The Final Girls, Nella valle della violenza, Bling Ring
- Haley Ramm in ICarly
- Jenna Coleman in The Sandman
- Sharon Rooney in Barbie

### Serie televisive d'animazione
- Kasumi Nishitani in Detective Conan
- Molly in Bubble Guppies - Un tuffo nel blu e impari di più
- Yuna in Stitch!
- Leo in Yu-Gi-Oh! 5D's
- Yui in Angel Beats!
- Taiga Aisaka in Toradora!
- Paula in Black Butler
- Russel Clay in Transformers: Robots in Disguise
- Mabel Pines in Gravity Falls
- Korra in La leggenda di Korra
- Alexis Kubdel in Miraculous - Le storie di Ladybug e Chat Noir
- Gon Freecss in Hunter × Hunter
- Taiga Aisaka in Toradora!
- Gabi Braun in L'attacco dei giganti
- Chizuru Mizuhara in Rent a Girlfriend
- Shizue Izawa in Mi sono reincarnato in uno slime
- Melissa Tarleton in M.O.D.O.K.

### Videogiochi
- Charmy Bee in Sonic Generations, Sonic Forces
- Clara Oswald in LEGO Dimensions
- Tracer in Overwatch